# نادي مورنار بار لكرة السلة
نادي مورنار بار لكرة السلة هو فريق كرة سلة مونتينيغري للمحترفين تأسس في سنة 1974 يقع مقره في بار، الجبل الأسود. ينافس في دوري أبطال أوروبا لكرة السلة والدوري الأدرياتيكي والدوري المونتينيغري لكرة السلة.

## الإنجازات
- الدوري المونتينيغري لكرة السلة
  - الوصافة (2): 2010–11، 2015–16
- كأس الجبل الأسود لكرة السلة
  - الوصافة (2): 2010، 2016

## أبرز اللاعبين
من أبرز اللاعبين الذين لعبوا معه:
- موريس فينلي